# Vdio
Vdio Inc. fue un servicio de televisión por internet creado por Skype y Rdio cofundado con Janus Friis en 2011. El 2 de abril de 2013, Vdio fue lanzado oficialmente para suscriptores premium de Rdio. Vdio la plataforma para compartir contenido es sistema de pago por visión en comparación con la transmisión ilimitada de Rdio. Al igual que los principales actores en el mercado e transmisión de vídeo, Amazon y Netflix, Vdio ofrece un variado catálogo que abarca desde títulos clásicos de culto hasta nuevos lanzamientos de los principales estudios. A partir de abril de 2013, el servicio estuvo disponible en los Estados Unidos y el Reino Unido (aunque ahora se ha descontinuado). Los suscriptores actuales recibieron 25 dólares en crédito para gastar en Vdio.
El 6 de agosto de 2013 relanzaron el servicio Vdio en Canadá controlado por Blog Rdio Canada Archivado el 11 de septiembre de 2013 en Wayback Machine.. Más tarde, estuvo disponible en EE. UU., Reino Unido y Canadá hasta que el servicio de vídeo finalmente se suspendió en los tres países. Vdio ahora se redirige al sitio web principal de Rdio.
Varias de las otras compañías de Friis, incluida Joost, la startup enfocada en vídeo, utilizaron la tecnología peer-to-peer para lograr una entrega de contenido de menor costo.
El 27 de diciembre de 2013, Vdio anunció por correo electrónico que estaba suspendiendo su programa beta, citando que no podía proporcionar la "experiencia de cliente diferenciada que esperábamos". También publicaron un documento para los clientes existentes.